# مورود

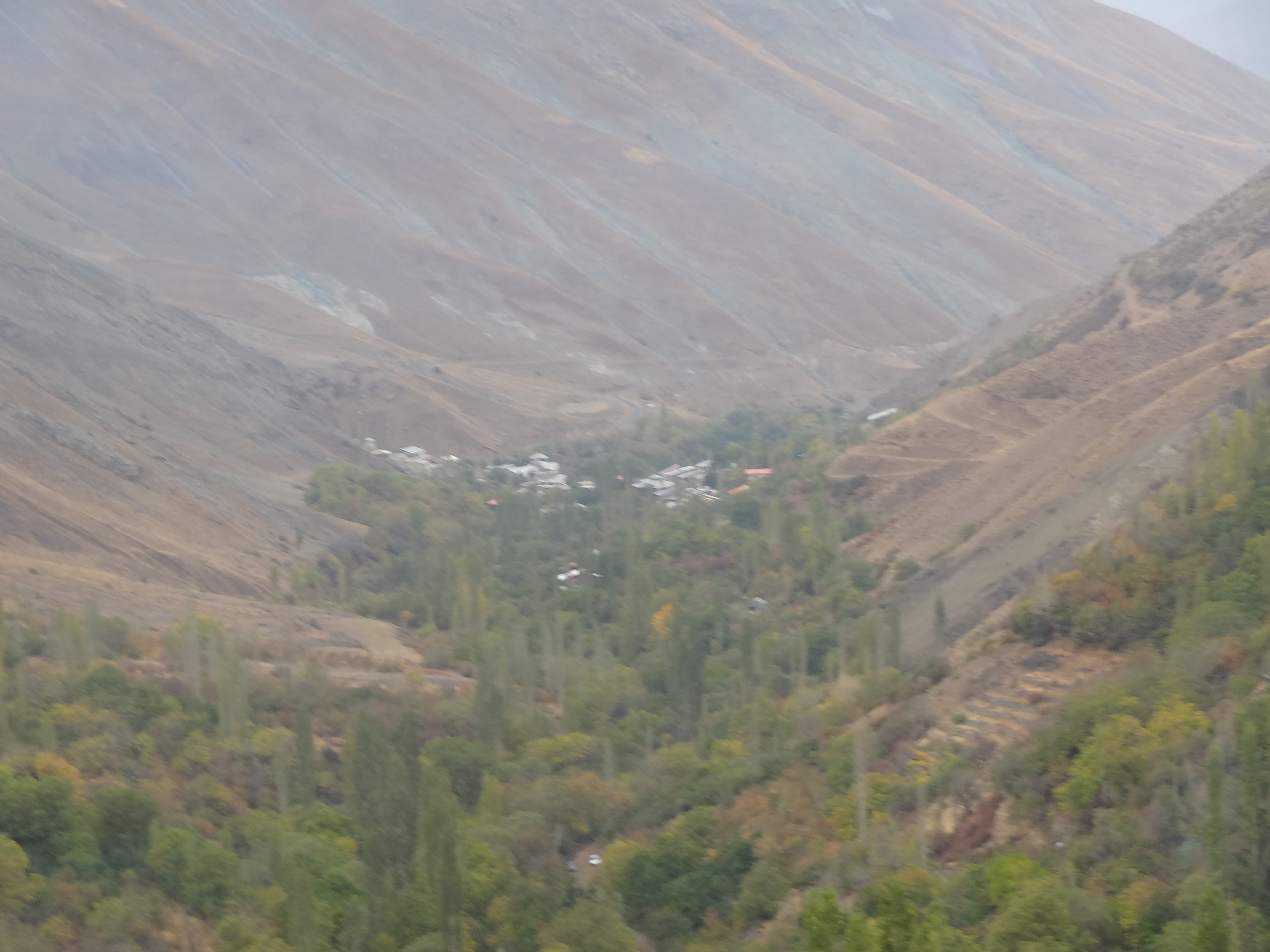
نمایی دیگر از مورود

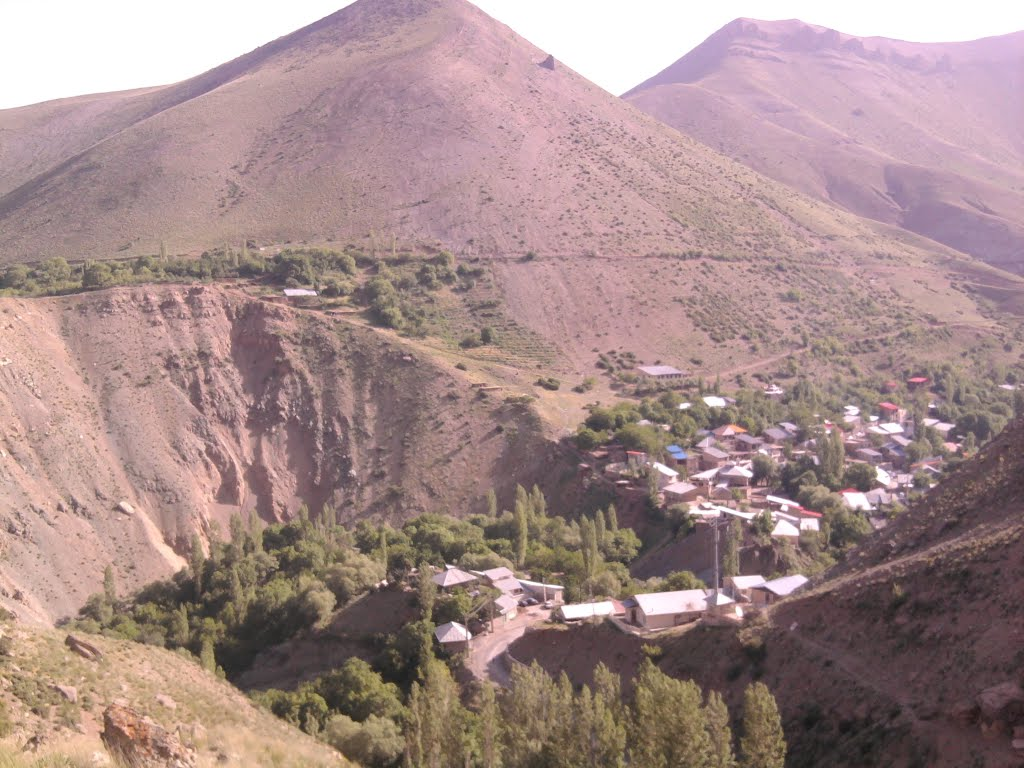
نمای تیان

مورود، روستایی از توابع بخش آسارا شهرستان کرج در استان البرز ایران است. مورود، روستایی‌ست واقع در دشتی سرسبز که طبیعتی سخاوتمند دارد؛ رودخانه‌ای همیشه پرآب، آبشاری ۲۰متری و کوه‌هایی باشکوه. مورود، از گذشته به محصول سیب اعلایش معروف بوده (سیب مورود دارای ثبت ملی می‌باشد) که حالا در کنار سیب معروف مورود محصولاتی چون گیلاس، آلبالو، گلابی، گردو، توت و … در باغات روستا وجود دارد. در این روستا، بافت سنتی تقریباً دست‌نخورده است و خانه‌ها همچنان ازجنس سنگ «مورق» و ملات گل هستند.
روستای مورود در ۳۵ کیلومتری جاده کرج - چالوس قرار دارد. این روستا با یک جاده آسفالت که حدود ۵ کیلومتر طول دارد به جاده چالوس می‌پیوندد. برای رفتن به این روستا می‌توان از تاکسیهای خطی که در میدان کرج قرار دارد استفاده کرد. ارتفاع روستای مورود حدود ۲۱۰۰ متر می‌باشد. شغل اصلی مردم روستا دامداری و کشاورزی و باغ داریست. این روستا دارای ۳ صندوق قرض الحسنه و ۷ هئیت مذهبی می‌باشد که هیئت قمربنی‌هاشم روستای مورود با سال تأسیس ۱۳۵۲ جزو قدیمی‌ترین هیئات جاده چالوس می‌باشد.روستای مورود دارای چندین طایفه است که قدیمی‌ترین و بزرگترینشان طایفه علیسگران و ابن علیان (کریم الهی)(عسگری) می‌باشد. از دیگر طایفه‌های این روستا می‌توان از طایفه قاسمی، کریم الهی، عالیانی، حسینی، رحمانی، نظیف، مشکینی، مسلمی، یوسفی، نوری نام برد. روستای مورود یکی از بزرگ‌ترین روستاهای منطقه می‌باشد. یکی از پر بازدیدکننده‌ترین و زیباترین مکانها آبشار زیبا و بلندی به نام «چاه سر تندور» می‌باشد که به زبان محلی به معنی چاه بر روی تنور است؛ راه ورود به این آبشار زیبا، تفریحی و گردشگری پس از ورود به روستا و نگهبانی در سمت چپ به مدت ۱۵ دقیقه پیاده‌روی در میان باغ و باغچه می‌باشد. همچنین در نزدیکی روستا در سمت راست در کنار جاده یک چشمه وجود دارد به نام محلی (سندره) که به گفته اهالی محلی و بومی روستا جهت درمان سنگ کلیه و سنگ صفرا مفید می‌باشد. در سمت جنوب شرقی روستا قله منار (گله وی) با ارتفاع تقریبی ۳۵۲۰ واقع شده است. این قله حد فاصل بین این روستا و روستای واریان و سیجان است. در گذشته نه چنان دور، راه ارتباطی این روستا با تهران از سمت شرق روستا در مجاورت کوه‌های لانیز (هلی‌ورک) سیجان و سنگان بود.

## موقعیت روستای مورود
یکی از جاذبه‌های گردشگری نزدیک تهران روستای مورود است که برای بازدید آن باید به جاده چالوس بروید. در سی و پنج کیلومتری آن بعد از گذشتن از «پل خواب» وارد جاده‌ای می‌شوید که به روستای «مورود» می‌رسد.
جاده‌ای که تا این روستا ۵ کیلومتر زیبایی‌اش را به رخ می‌کشد. یک طرف باغ‌های سیب و درختان گردو و طرف دیگرش دره‌هایی عمیق و صخره‌هایی قرار دارند که سنگ نوردان از آن بالا می‌روند. از پیچ‌های جاده بگذرید تا در ورودی روستا به چشمه‌ای زیبا برسید. اولین چیزی که توجه‌تان را جلب می‌کند سکوت و آرامش روستاست.
بیشتر اهالی از این روستا مهاجرت کرده و به تهران و کرج رفته‌اند. از مسیر اصلی روستا که آسفالت است وارد کوچه‌های خاکی می‌شوید، کوچه‌هایی که بوی سیب و گردو می‌دهند. بیشتر اهالی از روستا کوچ کرده‌اند و فقط در تعطیلات تابستان برای استفاده از آب و هوای ییلاقی مورود می‌آیند.
تابستان‌های مورود شلوغ است و تا زمانی که فصل برداشت سیب و گردو است کسانی که در این روستا باغ دارند از شهرها برمی‌گردند.
اما نکته جالبی دربارهٔ باغداری این روستا وجود دارد. به گفته کهنسالان روستا، در گذشته باغ‌های سیب مورود رونق داشت؛ طوری که زمستان‌ها هر لنگه سیب را که معادل ۳۰ کیلوگرم بود با قاطر از راه مالرو به گمرک تهران می‌بردند (سیب مورود به علت مرغوبیت و رنگ سرخ زیبایش در گذشته به نام سیب درباری معروف بوده است به دلیل اینکه بیشتر سیب مورود در دربار استفاده می‌شده)و می‌فروختند تا زینت بخش سفره‌های هفت سین مردم تهران باشد؛ در واقع سیب مورود معروف بود و تهرانی‌ها برای سفره هفت سین خود خواهانش بودند. در قدیم برف و بهمن زیاد می‌آمد و این باعث می‌شد که همیشه آب روستا جوابگوی باغ‌ها باشد. جایی که برف‌ها جمع می‌شدند را پَسه می‌گفتند. آب کافی سبب می‌شد که درختان باغ‌های مورود پربار باشند و محصول فراوانی بدهند.
به جز باغ‌های چشم‌نواز مورود آبشار این روستا نیز دیدنی است. نام دیگر این آبشار چاه سره تندور است که یکی از بکرترین آبشارهای چالوس است. دسترسی به آبشار راحت است و فقط به ۱۵ دقیقه پیاده‌روی نیاز دارد. در حال حاضر روستای مورود به صورت دهکده‌ای زیبا و خانه‌هایی ویلایی بوده و قیمت زمین در آن به‌طور فزاینده رو به افزایش است و روستا دارای آب برق تلفن و گاز بوده و نهری بسیار زیبا از میان آن می‌گذرد.
از مکان‌های دیدنی روستای مورود می‌توان به
مسجد روستا سال ساخت حدود ۱۲۵۰
آبشار مورود
گلزار شهدای مورود
زمین چمن مصنوعی(فوتبال)
چشمه سندره
قدم گاه امامزاده ابراهیم سپهسالار
منطقه دِه مین که آتشکده زرتشتی قدیمی می‌باشد
قبرستان قدیمی روستا که دارای قبرهای گبری می‌باشد
قله منار (گُله وی) جزو دومین قله مرتفع استان می‌باشد
منطقه کلنگران
طرح آبخیز داری سد زیبای کلنگران
قدمت روستای مورود با توجه به سنگ نگاره‌ها و سنگ نوشته‌های باقی مانده از دوره ما قبل اسلام و حکومت ساسانیان می‌باشد .

## زبان
زبان مادری مردم روستای مورود زبان تاتی است.